# Johann Josef Mertel
Johann Josef Mertel (Hans) (* 14. Mai 1873 in Marktschorgast, Bayern; † 3. Dezember 1937 in Salzburg; auch Hans Mertel) war ein österreichischer Orgelbauer.

## Leben
Hans Mertel verbrachte seine Lehrzeit bei Orgelbaumeister Johann Wolf in Bayreuth, arbeitete dann bei G. F. Steinmeyer & Co. in Oettingen in Bayern und bei Franz Borgias Maerz in München. Schließlich kam er nach Salzburg, wo er bei (Karl) Franz Mauracher beschäftigt war. 1906 begründete er seinen eigenen Orgelbaubetrieb in Salzburg-Gnigl, der letztlich über 3 Generationen geführt wurde.
Teilhaber in seinem Betrieb war ab 1917 der Orgelbauer Max Dreher.  Von 1922 bis 1928 ruhte sein eigener Orgelbaubetrieb, da Hans Mertel  und Max Dreher eine Beschäftigung bei der Orgelbau Cäcilia AG fanden. 1928 machte sich Hans Mertel wieder selbständig und schied aus der Fa. Orgelbau Cäcilia AG aus, welche die Orgelbauer Max Dreher und der Tischler Leopold Flamm weiterführten und ab 1. September 1928 pachteten. Mit 12. Jänner 1929 wurde die Orgelbau Cäcilia AG in Dreher & Flamm umbenannt und hatte ihren Sitz in Salzburg-Parsch.
Der Orgelbaubetrieb Mertel wurde nach seinem Tod durch Sohn Fritz Mertel und Enkel Friedrich Mertel jun. bis 2011 fortgeführt.

## Werkliste
| Jahr | Opus | Ort            | Gebäude                       | Bild | Manuale | Register | Bemerkungen |
| ---- | ---- | -------------- | ----------------------------- | ---- | ------- | -------- | --- |
| 1907 |      | Palting        | Pfarrkirche Palting           |      | I/P     | 6        | [ 1 ] |
| 1908 |      | Viehhofen      | Pfarrkirche Viehhofen         |      | I/P     | 6        | [ 3 ] |
| 1910 |      | Großarl        | Pfarrkirche Großarl           |      | II/P    | 13       | |
| 1911 |      | Saalbach       | Pfarrkirche Saalbach          |      | II/P    | 14       | [ 1 ] |
| 1912 |      | Pöndorf        | Pfarrkirche Pöndorf           |      | II/P    | 14       | |
| 1914 |      | Bad Hofgastein | Pfarrkirche Mariä Himmelfahrt |      | II/P    | 25       | [ 1 ] |
| 1918 |      | Salzburg       | St. Peter                     |      | II/P    | 40       | mittlerweile mit 41 Registern im südlichen Oratorium als Chororgel im Zuge des Neubaus der Hauptorgel durch Mathis Orgelbau neu errichtet |
| 1930 |      | Wien-Sievering | Sieveringer Pfarrkirche       |      | II/P    | 17       | |